# 강준호 (축구인)
강준호(한국 한자: 姜俊好, 1971년 11월 27일 ~ )는 대한민국의 전 축구 선수 및 지도자이다. 현재 FC 바르셀로나 시흥 축구학교의 총감독이다.

## 클럽 경력
1994년, LG 치타스 (현 FC 서울)에서 프로 선수 경력을 시작하여 2001년 원클럽맨으로 은퇴하였는데 제주 출신 프로선수 1호이기도 한 장영훈과는 같은 팀에서 한솥밥을 먹기도 했다. 강준호 선수는 제주제일고등학교 출신으로 졸업 당시 대학은 물론 실업팀 어디에서도 불러주는 곳이 없었다. 그리하여 부두에서 하역일을 시작했고 틈틈이 제주항운노조 동호인팀에서 공을 차며 아쉬움을 달랬다. 그러나 1993년 그 해 제주도에서 열린 종별선수권 직장인부에 출전해 맹활약하는 모습을 당시 LG 치타스 강만영 스카우트가 유심히 지켜보았고 이것이 계기가 되어 1994년 드래프트 6순위로 LG 치타스에 입단하였다.
원래는 공격형 미드필더로 입단하였지만 수비수로 전향하였으며 1999년 주장에 임명되어 그 해 최용수로 주장이 교체될 때까지 주장직을 수행했다.

## 지도자 경력
2002년 FC 서울 스카우트로 선임되어 이청용, 고명진, 고요한, 송진형, 한동원 등을 발굴하는 데 일조하였으며 그 후 FC 서울의 유소년팀인 리틀 FC 서울의 코치를 거쳐 현재 대한민국 최초 FC 바르셀로나 공식 축구 학교, FCBESCOLA 시흥의 총감독으로 재직중이다.

## 수상

### 클럽
안양 LG 치타스
- K리그 우승 1회 : 2000
- FA컵 우승 1회 : 1998

### 개인
- FA컵 MVP (1회): 1998

## 참고 자료
- 웹진1월호 : FC서울 사람들-⑧ 리틀 FC서울 강준호 수석코치